# المركز الثقافي الدولي بالحمامات

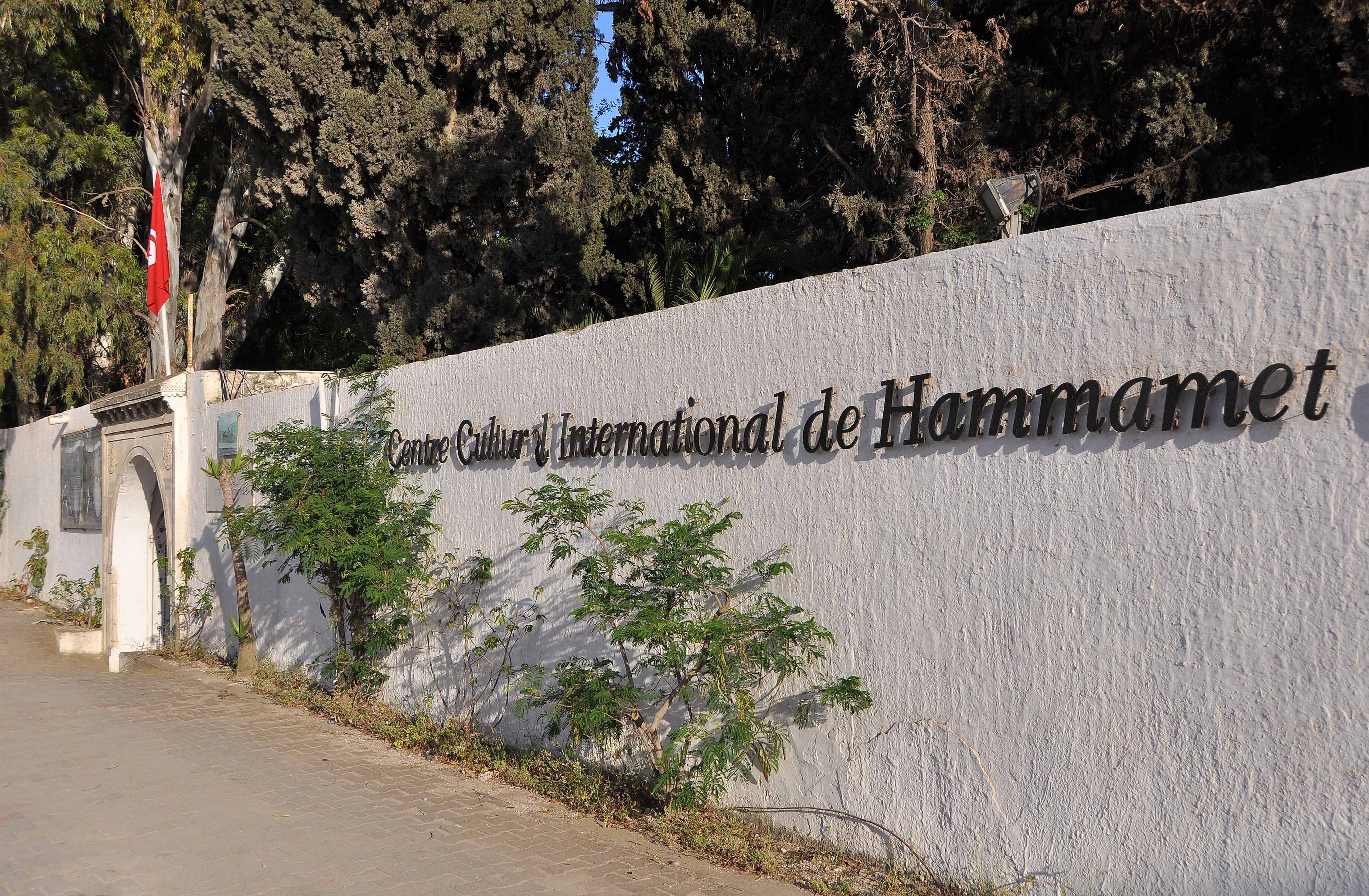
المركز الثقافي الدولي بالحمامات.

المركز الثقافي الدولي بالحمامات هو مركز ذو صبغة وطنية ومتوسطية ودولية تحت إشراف وزارة الثقافة التونسية. ويعتبر من أشهر معالم مدينة الحمامات بالشمال الشرقي التونسي. وتتمثل أهم مكوناته من:
- دار «سيبستيان»: وهي في الأصل مقر إقامة بناها عام 1927 جورج سيباستيان أحد الأثرياء الأمريكيين من أصل روماني. وتمتاز بهندستها المعماريّة التقليديّة التونسية. وتحيط بها حديقة بها مختلف أنواع النباتات المتوسطيّة. وقد تحولت هذه الدار عام 1959 إلى ملكية الدولة التونسية، ليتم تحويلها إلى مركز ثقافي دولي.
- مسرح الهواء الطلق: وقد أقيم عام 1964، ويعتبر من أجمل المسارح المتوسطية. وتبلغ طاقة استيعابه 1200 متفرج.

من بين الأنشطة التي يشرف عليها المركز الثقافي الدولي بالحمامات، المهرجان الدولي بالحمامات الذي انطلق عام 1966، وينتظم سنويا في شهري جويلية/تموز وأوت/آب. وتقدم فيه العروض المسرحية والفنية وغيرها.